# Manalapan
Manalapan es un pueblo ubicado en el condado de Palm Beach en el estado estadounidense de Florida. En el Censo de 2010 tenía una población de 406 habitantes y una densidad poblacional de 14,91 personas por km².

## Geografía
Manalapan se encuentra ubicado en las coordenadas 26°34′00″N 80°2′25″O / 26.56667, -80.04028. Según la Oficina del Censo de los Estados Unidos, Manalapan tiene una superficie total de 27.24 km², de la cual 1,16 km² corresponden a tierra firme y (95,74 %) 26,08 km² es agua.

## Demografía
Según el censo de 2010, había 406 personas residiendo en Manalapan. La densidad de población era de 14,91 hab./km². De los 406 habitantes, Manalapan estaba compuesto por el 92,36 % blancos, el 3,94 % eran afroamericanos, el 1,23 % eran asiáticos, el 2,22 % eran de otras razas y el 0,25 % eran de una mezcla de razas. Del total de la población el 4,68 % eran hispanos o latinos de cualquier raza.